# Саженцы (фильм)
«Саженцы» (груз. ნერგები) — художественный фильм Резо Чхеидзе, снятый на Грузия-фильм в 1972 году.

## Сюжет
Дедушка с внуком отправляются за саженцами очень хороших вкусных груш. Им удаётся найти эти саженцы. Но путь домой труден. Несколько деревьев дедушка посадил по пути домой, чтобы спасти саженцы от замерзания. Добираясь на попутной машине, они видят, как чей-то грузовик чуть не падает с обрыва. Чтобы спасти машину, дедушка кладёт саженцы под колеса. Возвращаясь домой, он говорит внуку, что «в следующем году будет снова весна».

## В ролях
| Актёр             | Роль                                      |
| ----------------- | ----------------------------------------- |
| Рамаз Чхиквадзе   | Лука                                      |
| Мишико Месхи      | Каха                                      |
| Мери Корели       | Элизабед                                  |
| Сесиль Такаишвили | Цицино                                    |
| Зейнаб Боцвадзе   | мать Кахи                                 |
| Зураб Капианидзе  | возчик                                    |
| Михаил Вашадзе    | Робинзон Датешидзе                        |
| Серафим Стрелков  | мистер Флетчер                            |
| Кахи Кавсадзе     | Давит                                     |
| Зураб Лаперадзе   | директор садового хозяйства               |
| Гиви Тохадзе      | мужчина на поминках                       |
| Бондо Гогинава    | Бондоя                                    |
| Лео Сохашвили     | пассажир поезда, просивший саженец Чичико |
| Гела Чарквиани    | эпизод                                    |
| Отар Багатурия    | эпизод                                    |
| Гоча Ломия        | эпизод                                    |
| Эрвин Кнаусмюллер | американский турист                       |

## Кинофестивали и награды
- 1973 год
  - Премия VI Всесоюзного кинофестиваля за лучший сценарий
  - Премия VI Всесоюзного кинофестиваля за режиссуру
  - Специальный диплом жюри VI Всесоюзного кинофестиваля — Мишико Месхи за исполнение роли Каха.
  - Московский международный кинофестиваль 1973: Почётный диплом жюри.